# Heraclit de Tir
|  | Aquest article tracta sobre el filòsof acadèmic grec. Vegeu-ne altres significats a «Heràclit (desambiguació)». |

Heraclit de Tir (en llatí Heracleitus, en grec antic Ἡράκλειτος) fou un filòsof acadèmic grec nascut a Tir, a Fenícia.
Va ser, durant molts anys, deixeble de Clitòmac i de Filó de Làrissa, i segons Ciceró, com a filòsof va tenir una bona reputació. No s'ha de confondre amb el filòsof peripatètic del mateix nom, Heraclit.